# إقليمية (حوسبة)
في الحوسبة، الإقليمية (بالإنجليزية: Locale)‏ هي مجموعة توابع تُعيّن لغة المُستخدم، منطقته، وأي خصائص معينة يريد المستخدم رؤيتها في واجهة المستخدم. غالباً ما يتألف مُعرّف الإقليمية من رمز اللغة ورمز الدولة أو المنطقة. الإقليمية جزء مهم من التوطين والعولمة.

## إعدادات الإقليمية العامة
هذه الإعدادات غالباً ما تتضمن عرض الصيغ الآتية:
- صيغ الأعداد
- صيغ الحروف
- صيغ الوقت والتاريخ
- صيغ العملات
- حجم الورق
- صيغ الألوان

## منصات بوزيكس
على منصات البوزيكس مثل اليونيكس، اللينكس، وغيرها، مُعرّفات الإقليمية تُعيّن حسبISO/IEC 15897 والذي صيغته تكون على الشكل: [اللغة[_المنطقة][.الرمز][@مغيّر]]. (مثلاً العربية السّعودية باستخدام ترميز UTF-8 هي ar_SA.UTF-8.)
المثال الآتي هو مخرجات أمر locale للغة العربية (ar)، في السعودية، بترميز UTF-8:
```
$ 
locale

LANG=ar_SA.UTF-8
LC_CTYPE="ar_SA.UTF-8"
LC_NUMERIC="ar_SA.UTF-8"
LC_TIME="ar_SA.UTF-8"
LC_COLLATE="ar_SA.UTF-8"
LC_MONETARY="ar_SA.UTF-8"
LC_MESSAGES="ar_SA.UTF-8"
LC_PAPER="ar_SA.UTF-8"
LC_NAME="ar_SA.UTF-8"
LC_ADDRESS="ar_SA.UTF-8"
LC_TELEPHONE="ar_SA.UTF-8"
LC_MEASUREMENT="ar_SA.UTF-8"
LC_IDENTIFICATION="ar_SA.UTF-8"
LC_ALL=
```